# Marcelino García Flamenco
Marcelino García Flamenco (San Esteban Catarina, El Salvador, 15 de septiembre de 1888 - La Cruz, Costa Rica, 19 de julio de 1919) fue un profesor salvadoreño y revolucionario, asesinado en Costa Rica por la dictadura de Federico Tinoco (1868-1931).

## Biografía
Realizó su educación primaria en Suchitoto y se graduó como profesor de la Escuela Normal de Varones de la ciudad de San Salvador, dirigida en esos años por el colombiano Francisco Antonio Gamboa.
Inició la docencia en la ciudad de Zacatecoluca en 1906, y su labor educativa le llevó por los países centroamericanos, en los que ejerció tanto en escuelas públicas como en colegios particulares.
Se distinguía como un defensor del carácter laico de la educación, y la igualdad de oportunidades para acceder a ella.
En Costa Rica ejerció la docencia en Heredia (25 km al norte de la villa de San José), en Puntarenas (en el noroeste del país) y la aldea de Buenos Aires (en el sur del país, a 200 km de la capital, San José). En este caserío de apenas 11 casas y 60 ranchos de paja, les daba clases a niños campesinos e indios chiricanos, descalzos.
El viernes 15 de marzo de 1918 se vio involucrado en el asesinato político del diputado Rogelio Fernández Güell ―férreo opositor de la dictadura de Federico Alberto Tinoco Granados―.
Fernánez Güell y tres acompañantes fueron acribillados a balazos por los «tinoquistas».
Cuando García empezó a escuchar los tiros suspendió la clase; los niños se refugiaron en la casa del cura, y un vecino le contó que habían baleado a Rogelio Fernández Güell y a sus acompañantes Carlos Sancho, Jeremías Garbanzo y Ricardo Rivera.
Marcelino García se dirigió al lugar. Los asesinos le permitieron tomar apuntes, porque «de estos sucesos es bueno que el público se entere detalladamente» (como le dijo uno de los criminales, para generar terror en la población).

Estaban atrozmente heridos a bala y los dos primeros [Rogelio Fernández Güell y Carlos Sancho] tenían de tal manera destrozado el cráneo [...].
Marcelino García Flamenco

Uno de los criminales, un policía, al enterarse de que Marcelino García era salvadoreño, le pidió que le cantara una cumbia para celebrar el asesinato. García le recordó que él era un maestro de escuela y un hombre civilizado, y no podía tolerar a aquella banda de canallas desenfrenados.
Al día siguiente, Marcelino García enseñó a sus alumnos el horror que implicaba el asesinato; criticó a la obediencia ciega que mueve a algunos hombres, que se convierte en deshonra al asesinar, y les leyó un artículo contra la pena de muerte escrito por Rogelio Fernández Güell y que él guardaba con cariño en un libro de recortes del periódico. Luego fue con los alumnos al cementerio y les llevó flores a los muertos y colocó cruces a las tumbas.
Tras presenciar el crimen, el maestro fue obligado a cerrar la escuelita e incorporarse al ejército costarricense, pero al cabo de unos días desertó y regresó a Panamá, donde denunció la muerte del congresista en el periódico Star and Herald.

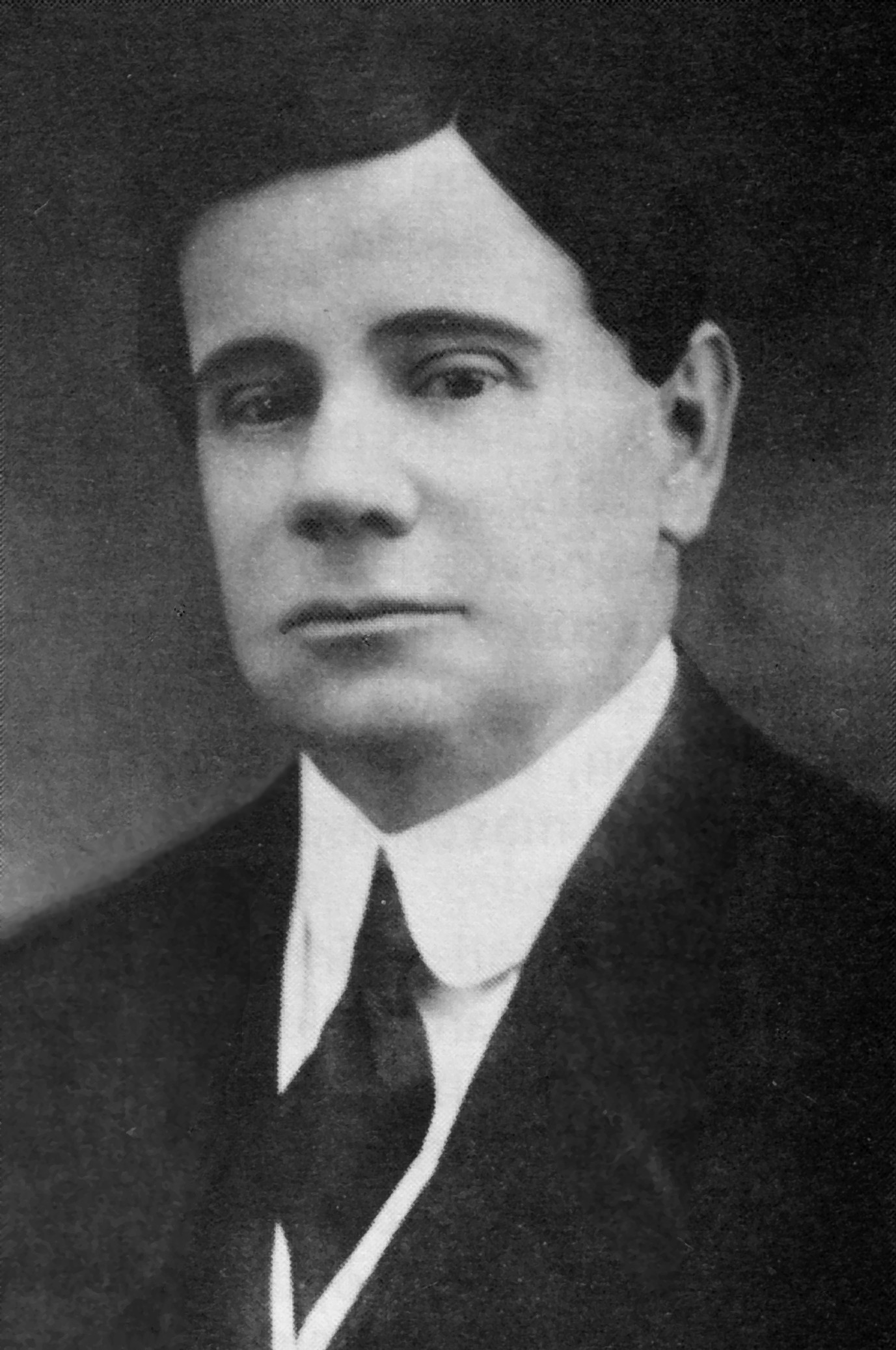
El dictador costarricense Federico Tinoco.

García Flamenco decidió unirse a la lucha armada contra Tinoco, por lo que fue parte de un grupo insurgente de jóvenes inexpertos que partió desde Nicaragua. En la batalla del Ariete ―que tuvo lugar en la localidad de La Cruz en Guanacaste, cayó herido a machetazos por los partidarios de Tinoco. No siendo suficiente la agresión, los esbirros lo ataron a un caballo que lo arrastró unas cien varas (100 metros). Finalmente le rociaron queroseno y lo quemaron vivo.
El infame asesinato provocó una huelga de maestros en San José que inició el derrocamiento de Tinoco, quien fue obligado a abandonar el país el 12 de agosto de 1919.

## Legado
Lápida
En la localidad de La Cruz (Costa Rica) se encuentra la tumba del maestro Marcelino García Flamenco. En la lápida se lee:

Marcelino García Flamenco
Salvadoreño
19 de julio de 1919
Dio su vida por las libertades de Costa Rica

Colegio en San Salvador
En 1924, los maestros Rubén H. Dimas, Francisco Morán y Salvador Cañas fundaron el Colegio García Flamenco en la ciudad de San Salvador (El Salvador) en honor de Marcelino García.
Premio de la Universidad de El Salvador
La Universidad de El Salvador premia cada año a poetas y ensayistas con el galardón «Marcelino García Flamenco».
En octubre de 1961 lo ganó el cuentista y dramaturgo salvadoreño Álvaro Menen Desleal (1931-2000).
Escuela Marcelino García Flamenco
En Costa Rica existen dos escuelas primarias con el nombre Marcelino García Flamenco, una de ellas en Quebrada Grande de Liberia y otra en el centro de San José en el Barrio la Dolorosa, iniciando sus funciones como "Escuela de niñas" en 1913.   